# Radslavice (okres Vyškov)
Radslavice (též Velké Raclavice, Hrubé Raclavice) jsou obec Jihomoravského kraje ležící v severní části okresu Vyškov s 448 obyvateli. Nachází se 7,4 km severně od města Vyškov u silnice z Dědic do Pustiměře v nadmořské výšce 345 m n. m. Obec je půdorysně tzv. návesní ulicovka, umístěná na mírném svahu položeném na úpatí Drahanské vrchoviny. Se svou současnou místní částí Radslavičky byly Radslavice spojeny roku 1950. Dnešní obec je součástí mikroregionů Ivanovická Brána a Melicko. V obci je pár podnikatelských subjektů zaměřených převážně na zemědělství a lesní práce. Dobrou tradici měla v obci Radslavická dechová kapela.

## Historie
První písemná zmínka o obci pochází z roku 1381. Obec Radslavice byla v průběhu druhé světové války násilně vystěhována, tehdy bylo v obci zničeno 28 domů. Po válce a odsunu Němců se část vystěhovaného obyvatelstva navrátila. V obci stojí malá zvonice a okolí obce je součástí archeologického naleziště Dolní Mejlice (slovanského hradiště).

## Společenský život
V obci funguje sbor dobrovolných hasičů. V roce 2018 pro ně obec zrekonstruovala hasičskou zbrojnici, kde byla mj. vybudována nová klubovna pro mládež. Zároveň obec pořídila z dotace Jihomoravského kraje nové hasičské auto na výjezdy a požární soutěže.

## Obyvatelstvo

### Struktura
V obci k počátku roku 2016 žilo celkem 425  obyvatel. Z nich bylo 219  mužů a 206 žen. Průměrný věk obyvatel obce dosahoval 41% let. Dle Sčítání lidu, domů a bytů provedeném v roce 2011, kdy v obci žilo 398  lidí. Nejvíce z nich bylo (19,1%) obyvatel ve věku od 0 do 14  let. Děti do 14 let věku tvořily 19,1% obyvatel a senioři nad 70 let úhrnem 7%. Z celkem 322  občanů obce starších 15 let mělo vzdělání 37,3% střední vč. vyučení (bez maturity). Počet vysokoškoláků dosahoval 11,2% a bez vzdělání bylo naopak 0% obyvatel. Z cenzu dále vyplývá, že ve městě žilo 176 ekonomicky aktivních občanů. Celkem 90,9% z nich se řadilo mezi zaměstnané, z nichž 71,6% patřilo mezi zaměstnance, 2,3% k zaměstnavatelům a zbytek pracoval na vlastní účet. Oproti tomu celých 53,3% občanů nebylo ekonomicky aktivní (to jsou například nepracující důchodci či žáci, studenti nebo učni) a zbytek svou ekonomickou aktivitu uvést nechtěl. Úhrnem 190 obyvatel obce (což je 47,7%), se hlásilo k české národnosti. Dále 118 obyvatel bylo Moravanů a 7 Slováků. Celých 157 obyvatel obce však svou národnost neuvedlo.
Vývoj počtu obyvatel za celou obec i za jeho jednotlivé části uvádí tabulka níže, ve které se zobrazuje i příslušnost jednotlivých částí k obci či následné odtržení.
| Místní části (rok přičlenění k obci) | Místní části (rok přičlenění k obci)            | 1791 | 1834 | 1869 | 1880 | 1890 | 1900 | 1910 | 1921 | 1930 | 1950 | 1961 | 1970 | 1980 | 1991 | 2001 | 2011 |
| ------------------------------------ | ----------------------------------------------- | ---- | ---- | ---- | ---- | ---- | ---- | ---- | ---- | ---- | ---- | ---- | ---- | ---- | ---- | ---- | ---- |
| Počet obyvatel                       | část Radslavice (dříve Velké a Hrubé Raclavice) | 330  | 331  | 453  | 490  | 526  | 602  | 611  | 605  | 598  | 415  | 421  | 383  | 313  | 281  | 293  | 281  |
| Počet obyvatel                       | část Radslavičky (dříve Malé Raclavice 1950)    |      |      |      |      |      |      |      |      |      | 129  | 145  | 111  | 95   | 96   | 85   | 117  |
| Počet obyvatel                       | celá obec                                       | 330  | 331  | 453  | 490  | 526  | 602  | 611  | 605  | 598  | 544  | 566  | 494  | 408  | 377  | 378  | 398  |
| Počet domů                           | část Radslavice                                 | 50   | 67   | 71   | 78   | 84   | 95   | 103  | 111  | 124  | 124  | 156  | 114  | 96   | 119  | 123  | 127  |
| Počet domů                           | část Radslavičky                                |      |      |      |      |      |      |      |      |      | 44   | -    | 34   | 31   | 36   | 37   | 37   |
| Počet domů                           | celá obec                                       | 50   | 67   | 71   | 78   | 84   | 95   | 103  | 111  | 124  | 168  | 156  | 148  | 127  | 155  | 160  | 164  |

## Pamětihodnosti

### Hradisko Zelená Hora
Hradisko Zelená Hora je výšinné opevněné sídliště a archeologické naleziště, s četnými nálezy z paleolitu, neolitu, eneolitu, doby bronzové i únětické kultury. Také tu byly zaznamenány nálezy zbytků keramiky, železné ostruhy a háčky ze slovanského osídlení. V první polovině 13. století získalo hradisko olomoucké biskupství a postavilo na něm kamenný hrad, který se připomíná roku 1277. Pro svoji velikost a nákladnost na údržbu byl hrad v 1. polovině 14. století opuštěn a sídlo správy zdejších statků bylo přesunuto na nově postavený hrad Melice.

### Ostatní památky
- Malá zvonice
- Boží muka